# Madrid Atocha
A Madrid Atocha egy vasúti fejpályaudvar Madridban, Spanyolországban. 1851. február 9-én nyílt meg. Egy nagy tűzvészben az eredeti épület megsemmisült, 1892-ben épült újjá. Spanyolország nemzeti vasúttársasága, a RENFE üzemelteti.

## Forgalom
Az állomásra érkeznek a helyi, regionális és intercity vonatok, továbbá az AVE nagysebességű vonatok Sevilla és Barcelona felől.

### Nagysebességű vasútvonalak
- Madrid–Barcelona nagysebességű vasútvonal
- Madrid–Sevilla nagysebességű vasútvonal
- Madrid–Valladolid nagysebességű vasútvonal
- Madrid–Toledo nagysebességű vasútvonal
- Madrid–Levante nagysebességű vasútvonal

### Metró
Alatta az azonos nevű metróállomás található, melyet az 1-es vonal érint.

## Terrortámadás
2004. március 11-én bomba robbant az állomáson, megölve 191 és megsebesítve 1800 embert. A spanyol kormány az ETA baszk terrorszervezetet gyanúsította a robbantással és emellett annak ellenére is kitartott, hogy az al-Kaida jelezte, az ő művük a támadás. Emlékükre épült a közelben található Emlékezés erdeje.

## A pályaudvar a filmekben
A 2018-ban bemutatott Ferdinánd című animációs filmben is feltűnik a pályaudvar. A Madridba szökött bikák itt szállnak fel egy tehervonatra, hogy eljussanak egy tanyára. A filmben látható az állomás jellegzetes homlokzata, az egykori vonatfogadó csarnok és a benne található pálmaház is, ám tévesen szerepel az, hogy a pályaudvart tehervonatok is használják.

## Képgaléria

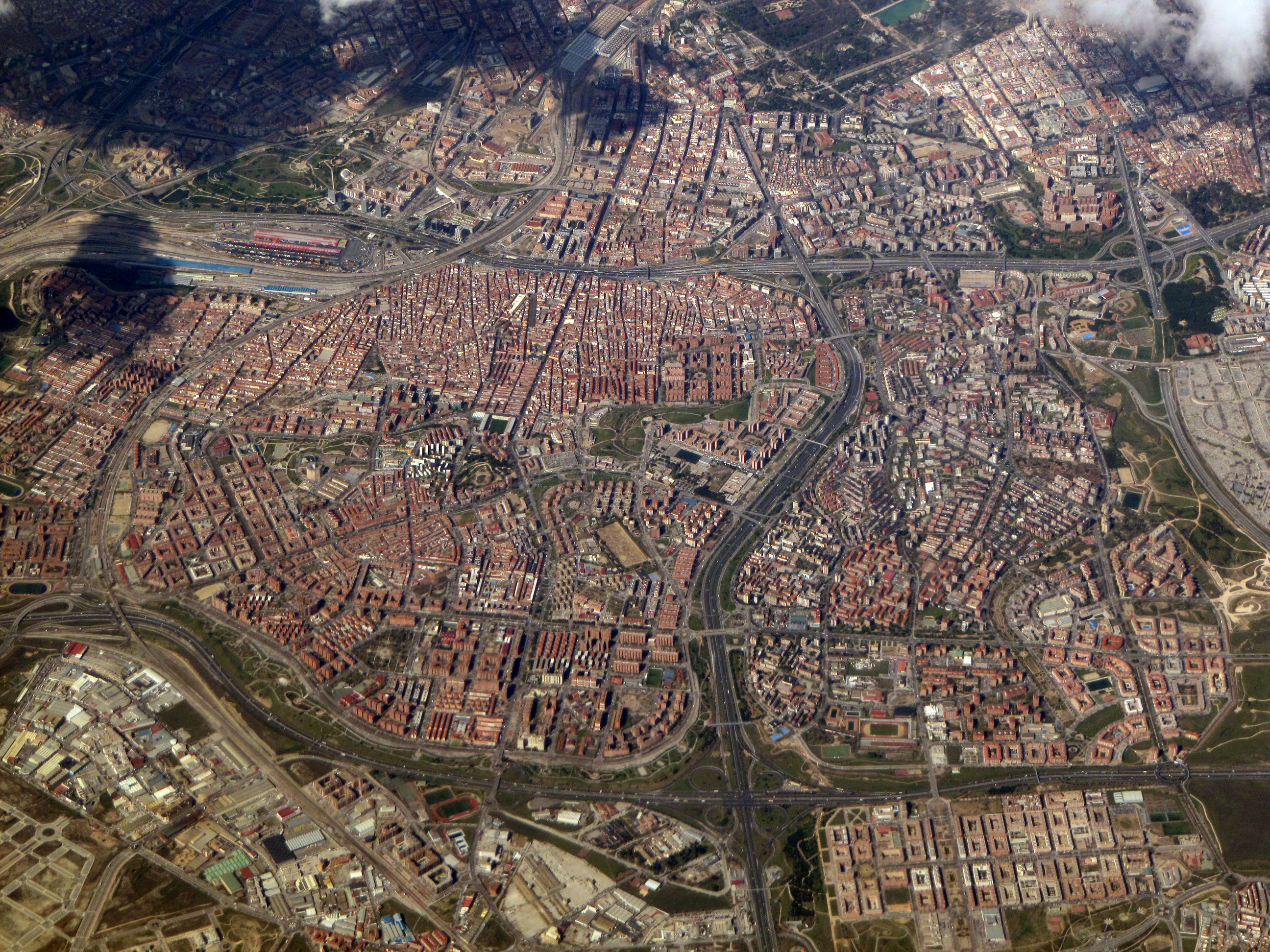
Légifotó Madridról és a pályaudvarra befutó vasútvonalakról. A pályaudvar a képen fent, középen látható
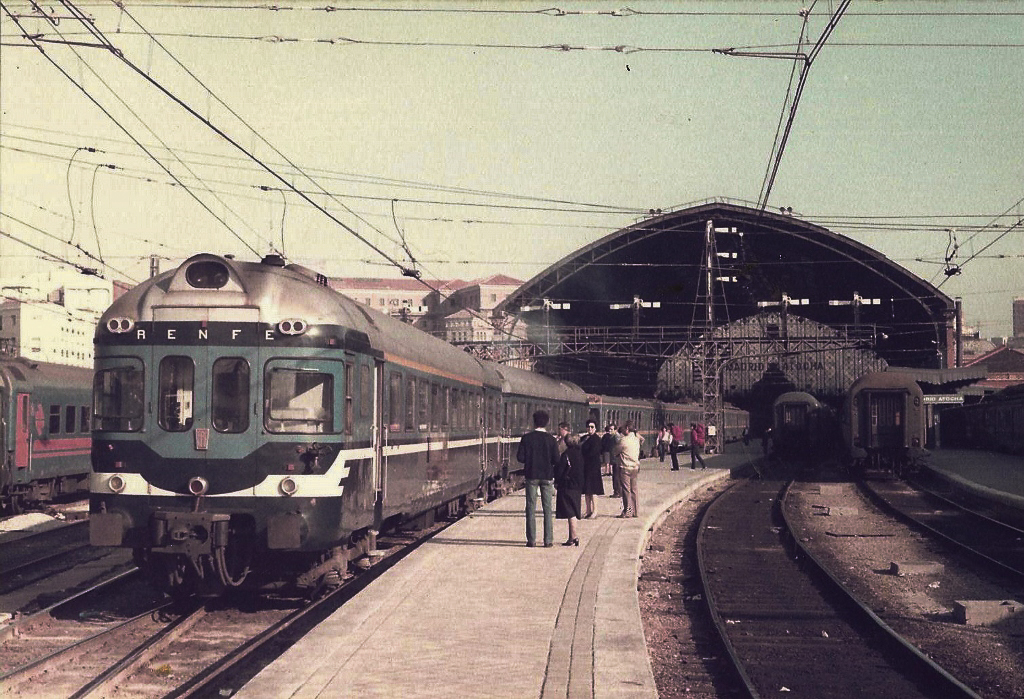
A pályaudvar 1984-ben
Célállomások Atocháról 2012-ben
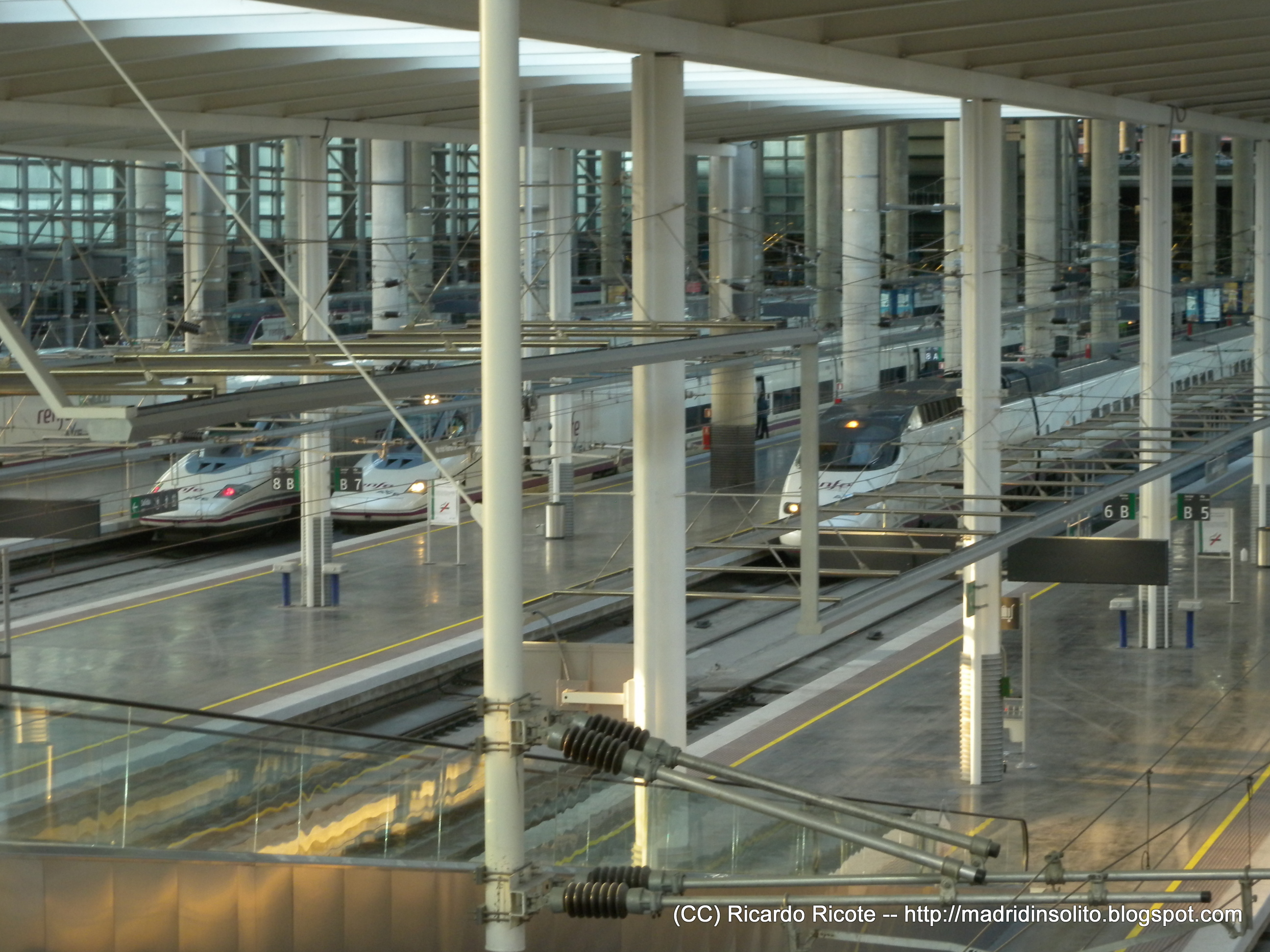
A nagysebességű vonatok csarnoka
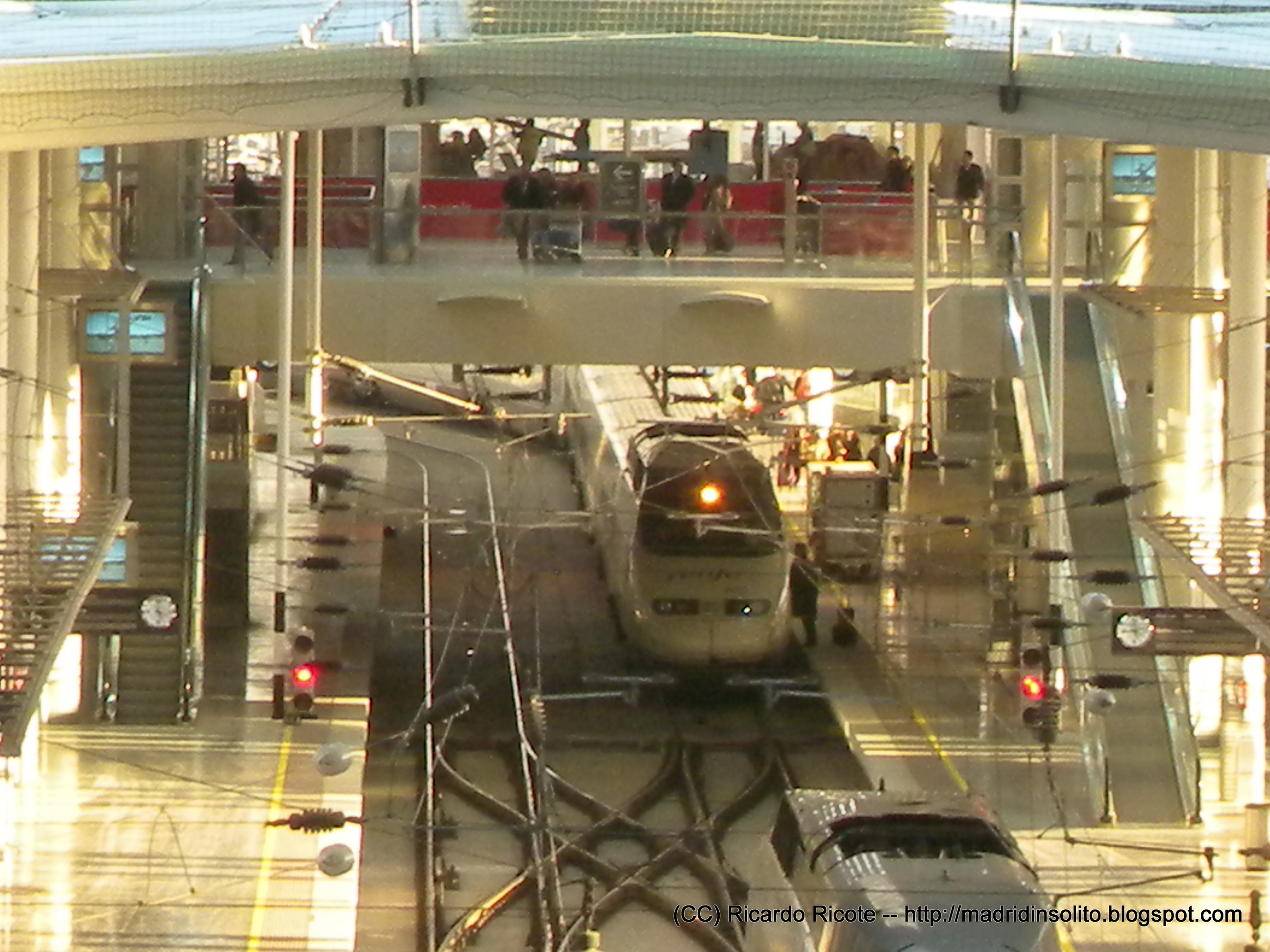
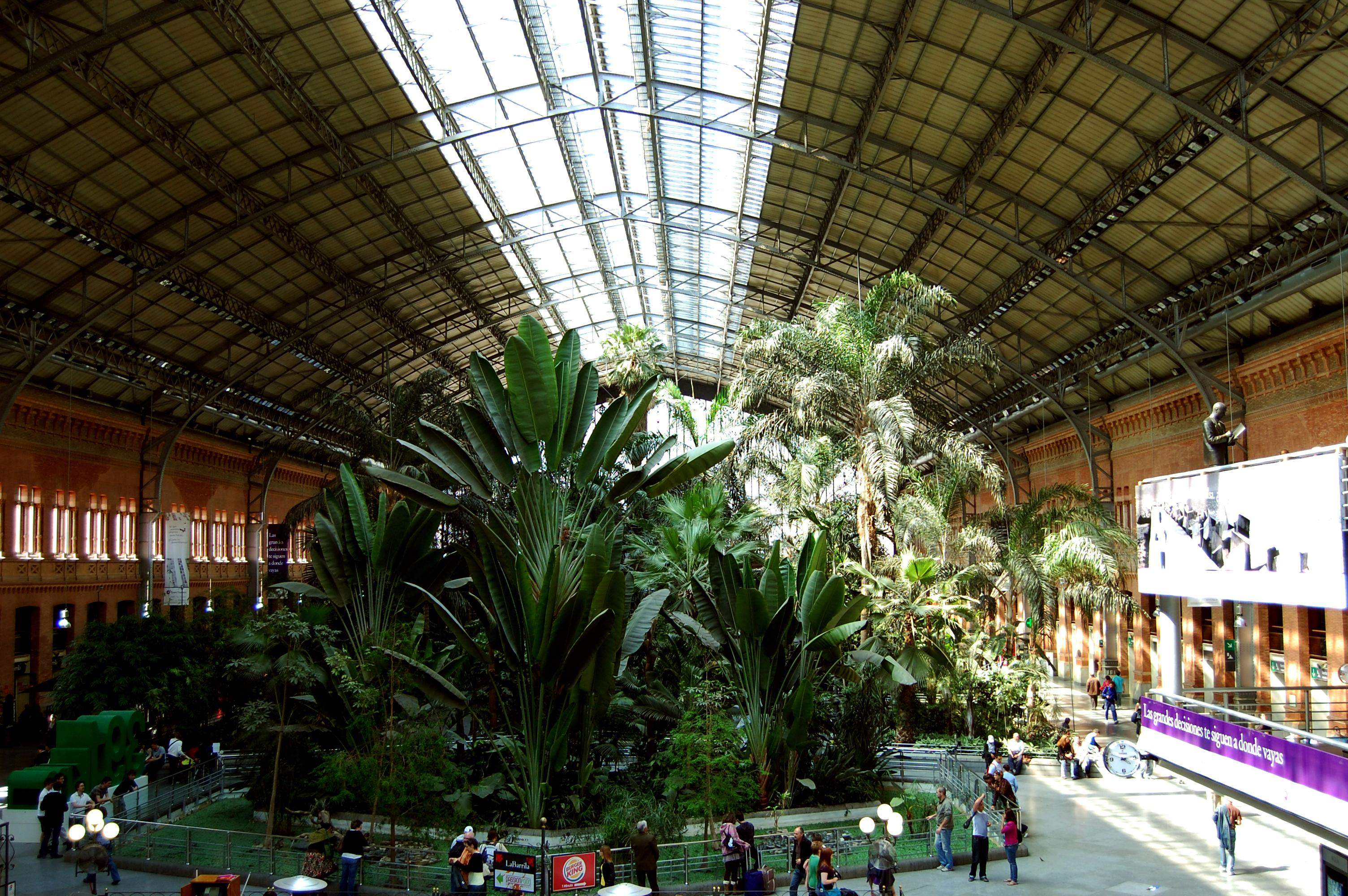
A pálmaház
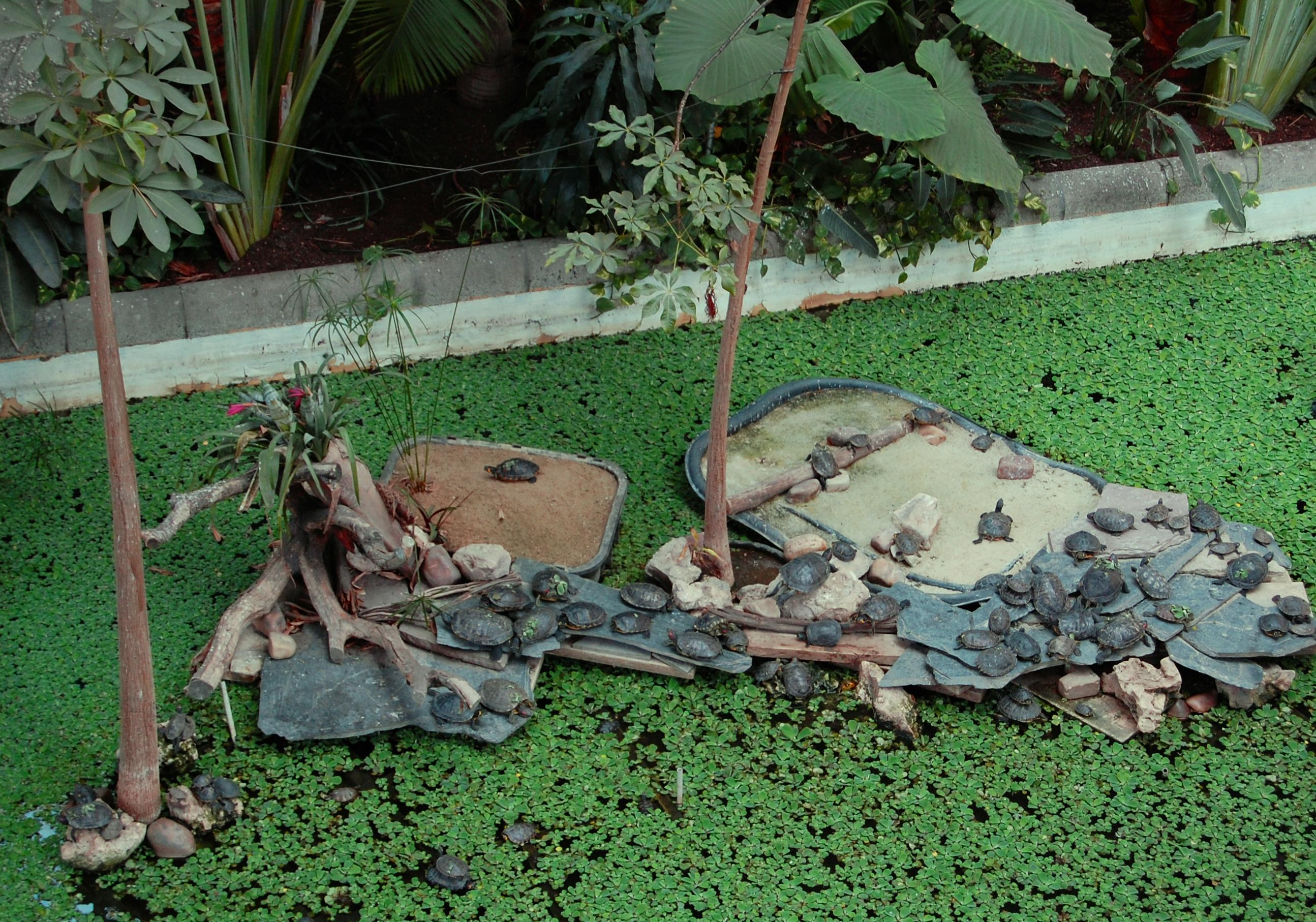
Teknősök a pálmaházban
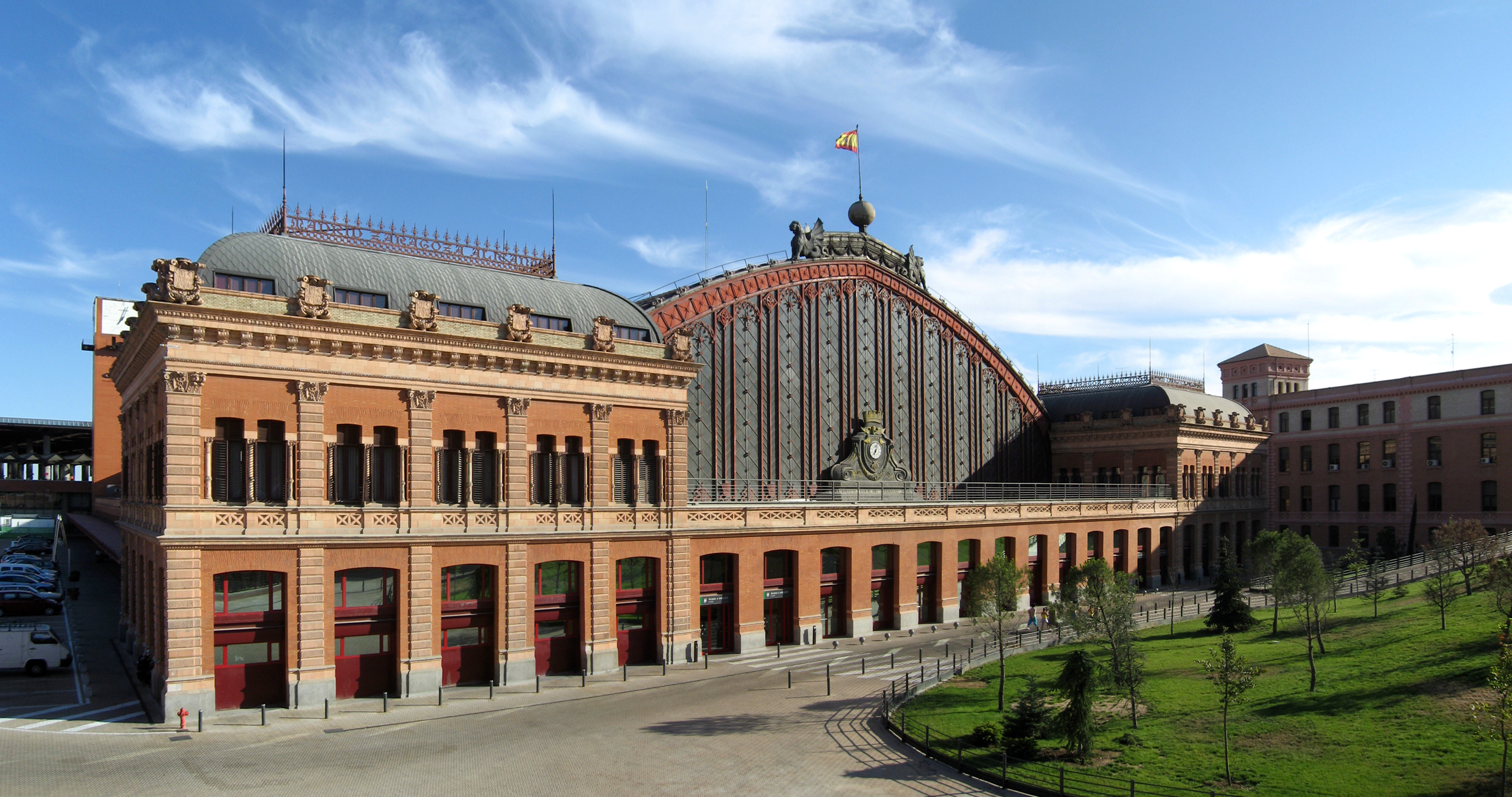
A pályaudvar homlokzata
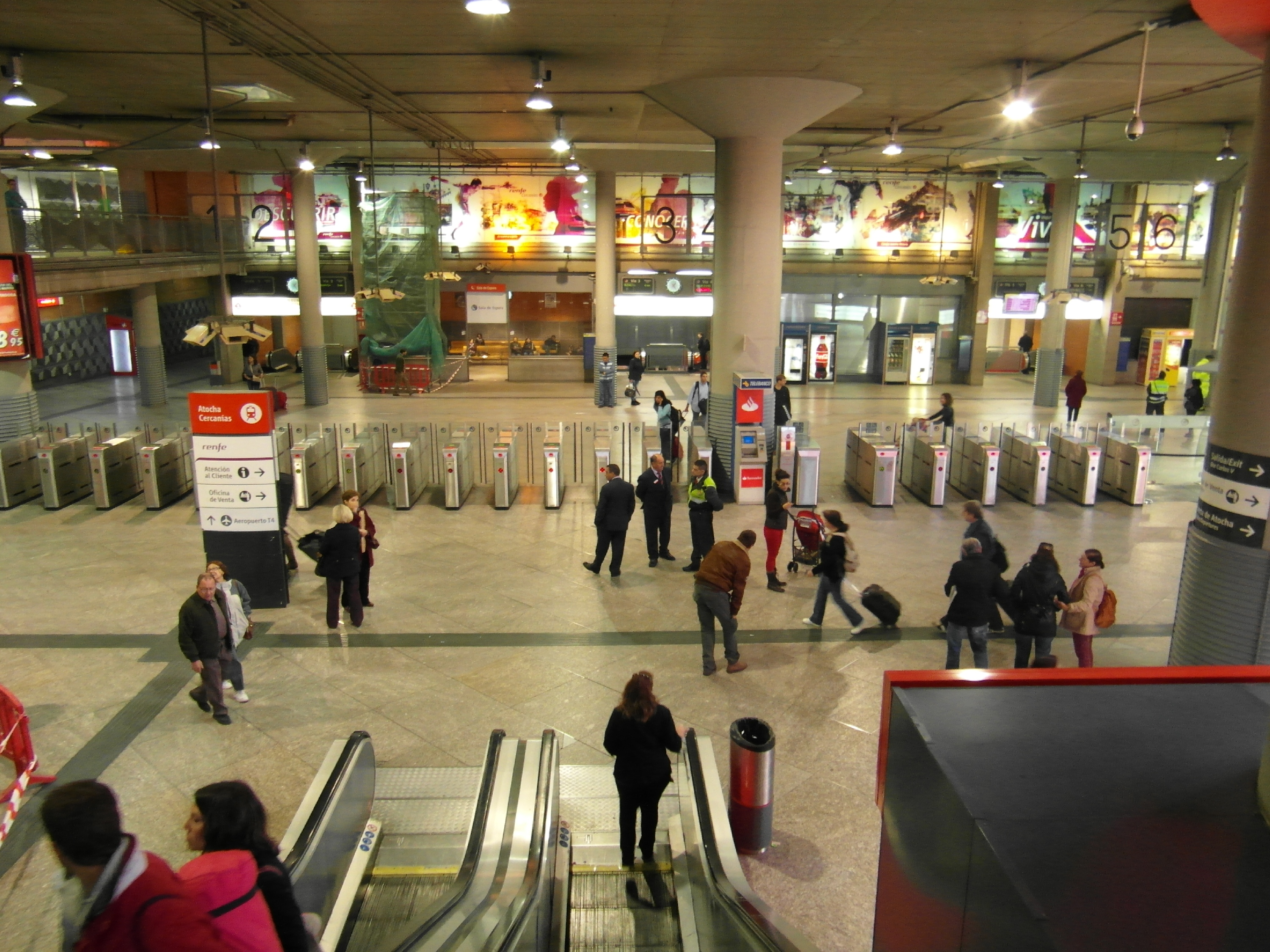
Az utasforgalmi rész
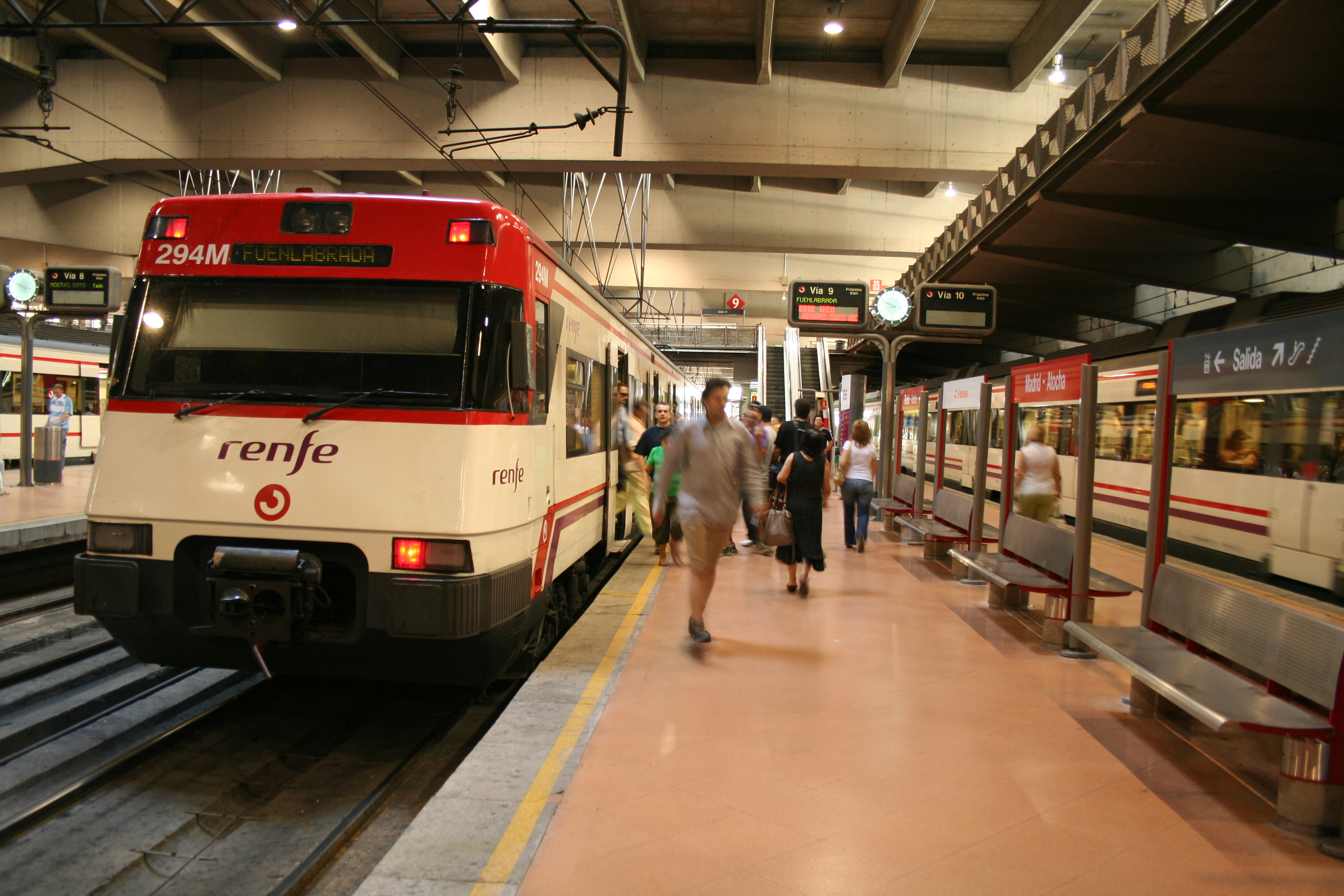
Cercanías
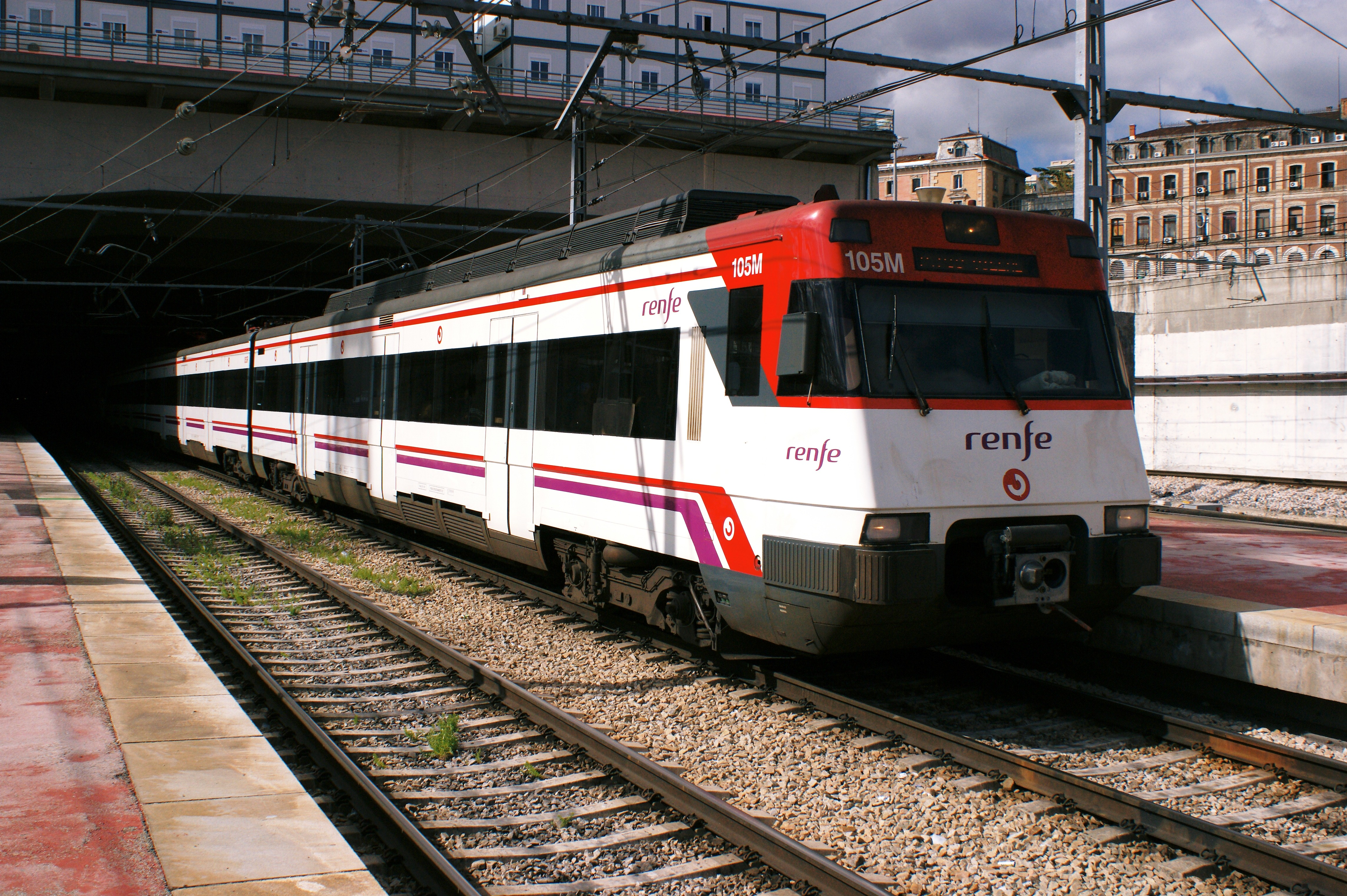